# Франклін (Міннесота)
Франклін (англ. Franklin) — місто (англ. city) в США, в окрузі Ренвілл штату Міннесота. Населення — 493 особи (2020).

## Географія
Франклін розташований за координатами 44°31′52″ пн. ш. 94°53′6″ зх. д. / 44.53111° пн. ш. 94.88500° зх. д. (44.531025, -94.885092).  За даними Бюро перепису населення США в 2010 році місто мало площу 2,81 км², уся площа — суходіл.

## Демографія
Згідно з переписом 2010 року, у місті мешкало 510 осіб у 207 домогосподарствах у складі 120 родин. Густота населення становила 182 особи/км².  Було 230 помешкань (82/км²).
Расовий склад населення:
| - 93,1 % — білих - 1,6 % — азіатів - 1,4 % — корінних американців - 0,2 % — чорних або афроамериканців |

До двох чи більше рас належало 3,7 %. Частка іспаномовних становила 1,8 % від усіх жителів.
За віковим діапазоном населення розподілялося таким чином: 24,5 % — особи молодші 18 років, 53,9 % — особи у віці 18—64 років, 21,6 % — особи у віці 65 років та старші. Медіана віку мешканця становила 47,1 року. На 100 осіб жіночої статі у місті припадало 97,7 чоловіків;  на 100 жінок у віці від 18 років та старших — 97,4 чоловіків також старших 18 років.
Середній дохід на одне домашнє господарство  становив 65 473 долари США (медіана — 41 806), а середній дохід на одну сім'ю — 51 919 доларів (медіана — 51 250). Медіана доходів становила 40 000 доларів для чоловіків та 28 125 доларів для жінок. За межею бідності перебувало 32,3 % осіб, у тому числі 57,5 % дітей у віці до 18 років та 18,5 % осіб у віці 65 років та старших.
Цивільне працевлаштоване населення становило 283 особи. Основні галузі зайнятості: освіта, охорона здоров'я та соціальна допомога — 35,3 %, транспорт — 11,0 %, мистецтво, розваги та відпочинок — 11,0 %.